# Palmarès del Villarreal Club de Fútbol
Il Villarreal Club de Fútbol, noto più semplicemente come Villarreal, è una società calcistica spagnola con sede nella città di Vila-real, in provincia di Castellón.

## Competizioni nazionali
- Tercera División: 1

1969-1970

## Competizioni regionali
- División Regionales: 1

1955-1956
- Segunda División Regionales: 1

1949-1950

## Competizioni internazionali
- Coppa Intertoto UEFA: 2  (record a pari merito con Amburgo, Schalke 04 e Stoccarda)

2003, 2004
- UEFA Europa League: 1

2020-2021

## Competizioni giovanili
- Torneo Internazionale Calcio Giovanile Città di Abano Terme: 1

2008
- Copa del Rey Juvenil de Fútbol: 1

2018-2019

## Altri piazzamenti
- Campionato spagnolo:

Secondo posto: 2007-2008
Terzo posto: 2004-2005
- Segunda División:

Secondo posto: 2012-2013
Terzo posto: 1999-2000
- Segunda División B:

Secondo posto: 1987-1988 (gruppo IV), 1991-1992 (gruppo III)
- Tercera División:

Secondo posto: 1990-1991
Terzo posto: 1967-1968, 1986-1987
- Coppa di Spagna:

Semifinalista: 2014-2015
- UEFA Champions League:

Semifinalista: 2005-2006, 2021-2022
- Coppa UEFA/Europa League:

Semifinalista: 2003-2004, 2010-2011, 2015-2016
- Coppa Intertoto UEFA:

Finalista: 2002, 2006
- Supercoppa UEFA:

Finalista: 2021